# خلية مظلية
الخلية المظلية، التي تسمى أحيانًا الخلية إم أو الخلية العقدية إم هي نوع من العصبونات الشبكية الموجودة في طبقة الخلايا العقدية للشبكية. تُسقط هذه الخلايا محاورها على الخلايا الخلوية الكبيرة في النواة الركبية الوحشية كجزء من المسار الخلوي الكبير في جهاز الرؤية. تملك أجسام خلوية كبيرة بالإضافة إلى شبكات تغصنية متفرعة واسعة، ولذلك، تملك مجالات استقبال كبيرة. مقارنةً بالعصبونات الشبكية الأخرى، تملك سرعات توصيل سريعة. رغم أنها تظهر مناهضة محيطية مركزية واضحة (تُعرف بالتضاد المكاني)، لا تتلقى أي معلومات لونية (غياب التضاد اللوني). تساهم الخلايا العقدية المظلية بإيصال معلومات حول حركة الأجسام وعمقها إلى النظام البصري.

## الوظيفة
لا تستطيع الخلايا العقدية المظلية الشبكية توفير معلومات مفصلة أو ملونة بدقة، ولكنها توفر معلومات هامة حول السكون والعمق والحركة. تتميز الخلايا العقدية المظلية بقدرة كبيرة على تحديد تباين الضوء/الظلام، وتكون أكثر حساسية عند الترددات الفراغية المنخفضة من الترددات الفراغية العالية. بفضل معلومات التباين، تعد هذه الخلايا جيدة في اكتشاف التغييرات في الاستضواء، فتوفر معلومات مفيدة لأداء مهام البحث المرئي وتحديد الحواف.
تعتبر الخلايا العقدية المظلية الشبكية مهمة أيضًا لتوفير معلومات حول موقع الأجسام. يمكن لهذه الخلايا تحديد اتجاه الأجسام وتوضعها في الفراغ، وهي المعلومات التي تُرسل في النهاية عبر التيار الظهري. تعد هذه المعلومات مفيدة أيضًا في كشف الاختلاف في توضع الأجسام على شبكية كل عين، وهي نقطة هامة في إدراك العمق ثنائي العين.  
تتمتع الخلايا المظلية بالقدرة على كشف الترددات الزمنية العالية، فيمكنها اكتشاف التغيرات السريعة في توضع الجسم. هذا هو أساس كشف الحركة. تسمح المعلومات المرسلة إلى التلم داخل الفص الجداري في القشرة الجدارية الخلفية للمسار الخلوي الكبير بتوجيه الانتباه وتوجيه حركات العين الرمشية لمتابعة حركة الأجسام الهامة في المجال البصري. بالإضافة إلى تتبع الأجسام بالعين، يرسل التلم داخل الفص الجداري معلومات إلى أجزاء من الفص الأمامي والتي تسمح لليدين والذراعين بضبط حركاتها لإمساك الأجسام بشكل صحيح بناءً على حجمها وتوضعها وموقعها. قادت هذه القدرة بعض علماء الأعصاب إلى افتراض أن الغرض من المسار الخلوي الكبير ليس اكتشاف المواقع الفراغية، وإنما توجيه الإجراءات المتعلقة بتوضع الأجسام وحركتها.

## البحوث والتجارب
تتم دراسة العصبونات عادةً عبر الاستخدام خارج الخلوي للأقطاب الكهربائية المعدنية، بينما تتم دراسة العصبونات الشبكية حصرًا في المختبر. تسمح هذه الطريقة بتحليل البنية المعقدة والمتشابكة للخلايا المظلية داخل الخلايا. في عام 1941، كان بولياك أول عالم يستخدم صبغة غولجي لتحديد العصبونات الشبكية. في ذلك الوقت، تم تحليل الشكل التغصني عن كثب وكشف وجود تغصنات شجرية كبيرة. لاحقًا في عام 1986، كان كابلان وشابلي أول باحثين يربطان الخلايا المظلية بالنظام البصري. تشير تسجيلات الجهود إس في النهايات المحورية للعصبونات الشبكية ضمن النواة الركبية الوحشية إلى وجود حساسية تباين عالية في الخلايا التي تنتهي في الطبقة كبيرة الخلايا لدى الرئيسيات؛ يقابلها انخفاض حساسية التباين في الخلايا الموجودة ضمن الطبقة صغيرة الخلايا.

## الاضطرابات المرتبطة
ارتبطت الإشارات غير الطبيعية في المسار الخلوي الكبير بعُسر القراءة والفصام.

### عسر القراءة
هناك نظرية مفادها أن المشاكل المرافقة للخلايا العقدية المظلية ناقصة النمو قد تساهم في حدوث عسر القراءة. تساعد معلومات الحركة التي تساهم بها الخلايا العقدية المظلية في نظام الرؤية الدماغ على ضبط حركة العين الرمشية بشكل منسق، وقد تؤدي المشاكل في الحركة الرمشية إلى رؤية ضبابية ومشاكل في القراءة. قد ينتج هذا التخلف في النمو عن عدة عوامل، بما في ذلك نقص التغذية والطفرات في جين كاي آي إيه إيه 0319 الموجود على الصبغي 6. بالإضافة إلى ذلك، قد تمنع هجمات المناعة الذاتية التي تحدثها الأجسام المضادة للعصبونات نمو خلايا العقدية المظلية بالشكل المناسب لأداء وظيفتها الطبيعية، وهي نظرية تفسر سبب ضعف أجهزة المناعة بشكل شائع لدى الأفراد المصابين بعسر القراءة.